# Ga Byeongjeom
Ga Byeongjeom (Tiếng Hàn: 병점역, Hanja: 餠店驛) là ga trên Tuyến 1 của Tàu điện ngầm Seoul ở Jinnam-dong, Hwaseong, Gyeonggi-do, Hàn Quốc.

## Bố trí ga
| ↑ Seryu                                |
| \| ４３ \| ２１ \|                     |
| Sema · Seodongtan · Depot Byeongjeom ↓ |

| １ | ● Tuyến 1 | Địa phương          | → Hướng đi Seodongtan · Cheonan · Sinchang → |
| ２ | ● Tuyến 1 | Địa phương·Tốc hành | → Hướng đi Pyeongtaek · Cheonan · Sinchang → |
| ３ | ● Tuyến 1 | Địa phương·Tốc hành | ← Hướng đi Suwon · Guro · Đại hoc Kwangwoon  |
| ４ | ● Tuyến 1 | Địa phương          | ← Hướng đi Suwon · Guro · Đại hoc Kwangwoon  |